# Klub profesora Tutki
Klub profesora Tutki – polski czarno-biały serial telewizyjny, który powstał na podstawie serii opowiadań Jerzego Szaniawskiego o profesorze Tutce.
W latach 1966–1968 powstało 14 odcinków tego serialu (w 1966 odcinki 1–5, w 1968 odc. 6–14). Scenariusz i reżyseria – Andrzej Kondratiuk.

## Obsada
- Gustaw Holoubek – profesor Tutka
- Henryk Borowski – sędzia (rozmówca profesora)
- Mieczysław Pawlikowski – rejent (rozmówca profesora)
- Kazimierz Opaliński – doktor (rozmówca profesora), rektor (seria 2; odc. 12)
- Krystyna Walczak – kelnerka w kawiarni (seria 1; odc. 1-5)

Obsada poszczególnych odcinków:
- Wojciech Rajewski – prezydent (1)
- Jan Kociniak – syn prezydenta (1)
- Renata Kossobudzka – redaktorka pisma (2), żona pana Adolfa (8)
- Bogumił Kobiela – profesor uniwersytetu, znawca archipelagu Małe Kokosy (2), ojciec, staruszek (10)
- Zdzisław Maklakiewicz – misjonarz, znawca archipelagu Małe Kokosy (2), radca prawny w ministerstwie, znajomy profesora Tutki (11)
- Ludwik Benoit – kapitan udzielający wywiadu Tutce (2), wuj „prehistorycznego” Adolfa (8), złodziej figlarz (9)
- Violetta Villas – piosenkarka w tawernie (2)
- Bronisław Pawlik – zdradzany mąż (3)
- Jolanta Lothe – niewierna żona (3)
- Zdzisław Leśniak – fenomenalny pianista (4)
- Wiesław Dymny – skrzypek w kawiarni (4)
- Elżbieta Czyżewska – dziewczyna z Alp (5)
- Krystyna Sienkiewicz – Weronika (6), „interesująca” aktorka (7)
- Gustaw Lutkiewicz – znajomy profesora (6), pan Adolf (8)
- Stanisław Pancerzyński (6)
- Celina Kubicówna – aktorka (7)
- Krystyna Feldman – kwiaciarka (7), paniusia (12)
- Zygmunt Zintel – kelner (7)
- Czesław Przybyła – adwokat, kochanek „interesującej aktorki” (7)
- Marian Glinka – aktor; w czołówce imię: Maciej (7)
- Tadeusz Ordeyg – stary aktor w kawiarni (7)
- Janusz Kłosiński – komendant (11)
- Barbara Jurewicz (12)
- Wiesław Michnikowski – zazdrosny mąż (13)
- Włodzimierz Bielicki – mężczyzna z kwiatami (13)

## Tytuły odcinków
1. Profesor Tutka wyjaśnia sens tajemniczego rysunku (14 min)
2. Profesor Tutka był dziennikarzem (16 min)
3. Okno (13 min)
4. Profesor Tutka wśród melomanów (12 min)
5. Wykład profesora Tutki w Wyższej Szkole Handlowej (14 min)
6. Profesor Tutka daje przykład opowiadania pogodnego (15 min)
7. O kobiecie interesującej (19 min)
8. O słowie drukowanym (18 min)
9. O złodzieju (12 min)
10. O miłym staruszku (14 min)
11. Motylek (13 min)
12. O twórczości najmłodszych (13 min)
13. Przygoda na korytarzu (10 min)
14. Pożegnanie (6 min)